# Park Kyung-won
Park Kyung-won (Daegu, 24 de junio de 1901 – Hakone, 7 de agosto de 1933) fue, junto a Kwon Ki-ok, una de las primeras aviadoras coreanas. Aunque en general se acepta que Kwon fue la primera aviadora coreana, Park sigue siendo reconocida como la primera piloto civil femenina de Corea, ya que Kwon fue entrenada por la Fuerza Aérea de la República de China. Fue sujeto de controversia en el año 2005, cuando fue representada por Jang Jin-young en la película Blue Swallow, la cual inició un debate sobre quien fue realmente la primera aviadora de Corea.

## Biografía
Park nació en Daegu, provincia de Gyeongsang en el Imperio de Corea. Desde 1912 hasta 1916 asistió a la Escuela de Mujeres Myeongsin de Daegu, una escuela presbiteriana creada por estadounidenses. Un año después de su graduación, el 13 de septiembre de 1917, partió de su ciudad natal hacia Japón. Una vez allí, se asentaría en Minami-ku, Yokohama, donde se matriculó en la Escuela de Capacitación Industrial de Kasahara, pasando dos años y medio. Desde 1919, Park comenzó a asistir a una iglesia coreana en Yokohama, y luego se convirtió al cristianismo.
En febrero de 1920, regresó a Daegu para ingresar a una escuela de enfermería; aunque su verdadero objetivo era convertirse en piloto, primero tenía que ganar dinero para pagar las clases de pilotaje.

## Carrera de aviación

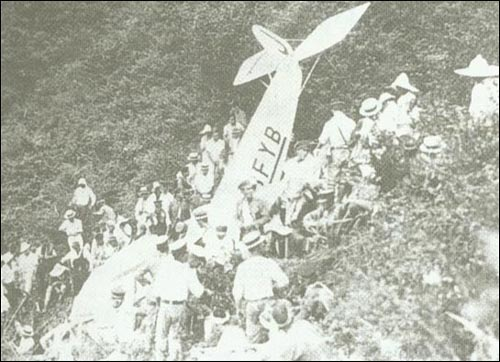
Fotografía del lugar del accidente de Park Kyung-won cerca de Hakone, Kanagawa, tomada por el ejército japonés que recuperó su cuerpo del lugar.

En enero de 1925, Park regresó a Japón, donde finalmente se matriculó en una escuela de aviación en Kamata (hoy en día parte de Ōta (Tokio)). Esperaba estudiar en la misma escuela que An Chang-nam (el primer piloto coreano), pero la escuela se había incendiado en 1923. Se graduó y tomó el examen para su licencia de piloto de tercera clase el 25 de enero de 1927, y obtuvo la licencia tres días después. El 30 de julio del año siguiente, obtuvo su licencia de piloto de segunda clase.
El 4 de mayo de 1933, Park fue elegida para volar sobre una nueva ruta entre Japón y Manchukuo. Ella voló a Seúl el 19 de mayo para reunirse allí con funcionarios del gobierno. A las 10:35 a. m. del 7 de agosto de 1933, despegó desde el aeropuerto Internacional de Haneda con su biplano Salmson 2A2, llamado Golondrina azul, se estrelló 42 minutos más tarde cerca de Hakone, Kanagawa, falleciendo en el acto.